# United Soccer League 2018
La temporada 2018 de la United Soccer League fue la 8.ª edición de la competición. La temporada empezó el 16 de marzo de 2018, con la participación de 33 equipos y finalizó el 8 de noviembre de 2018.

## Equipos participantes
| Club                            | Ciudad                        | Estadio                                 | Capacidad | Entrenador       |
| ------------------------------- | ----------------------------- | --------------------------------------- | --------- | ---------------- |
| Atlanta United 2                | Lawrenceville, Georgia        | Coolray Field                           | 10,427    | Scott Donnelly   |
| Bethlehem Steel FC              | Bethlehem, Pensilvania        | Goodman Stadium                         | 16,000    | Brendan Burke    |
| Charleston Battery              | Charleston, Carolina del Sur  | MUSC Health Stadium                     | 5,100     | Mike Anhaeuser   |
| Charlotte Independence          | Matthews, Carolina del Norte  | Sportsplex at Matthews                  | 2,300     | Mike Jeffries    |
| Colorado Springs Switchbacks FC | Colorado Springs, Colorado    | Weidner Field                           | 5,000     | Steve Trittschuh |
| FC Cincinnati                   | Cincinnati, Ohio              | Nippert Stadium                         | 35,061    | Alan Koch        |
| Fresno FC                       | Fresno, California            | Chukchansi Park                         | 12,500    | Adam Smith       |
| Indy Eleven                     | Indianapolis, Indiana         | Lucas Oil Stadium                       | 62,421    | Martin Rennie    |
| LA Galaxy II                    | Carson, California            | StubHub Center Track and Field Stadium  | 5,000     | Mike Muñoz       |
| Las Vegas Lights FC             | Las Vegas, Nevada             | Cashman Field                           | 9,334     | Isidro Sánchez   |
| Louisville City FC              | Louisville, Kentucky          | Louisville Slugger Field                | 8,000     | John Hackworth   |
| Nashville SC                    | Nashville, Tennessee          | First Tennessee Park                    | 8,500     | Gary Smith       |
| New York Red Bulls II           | Montclair, Nueva Jersey       | MSU Soccer Park at Pittser Field        | 5,000     | John Wolyniec    |
| North Carolina FC               | Cary, Carolina del Norte      | Sahlen's Stadium at WakeMed Soccer Park | 10,000    | Colin Clarke     |
| Oklahoma City Energy FC         | Oklahoma City, Oklahoma       | Taft Stadium                            | 7,500     | Steve Cooke      |
| Orange County SC                | Irvine, California            | Champion Stadium                        | 5,000     | Braeden Cloutier |
| Ottawa Fury FC                  | Ottawa, Ontario               | TD Place Stadium                        | 24,000    | Nikola Popovic   |
| Penn FC                         | Harrisburg, Pensilvania       | FNB Field                               | 6,187     | Raoul Voss       |
| Phoenix Rising FC               | Scottsdale (Arizona), Arizona | Phoenix Rising FC Soccer Complex        | 6,200     | Patrice Carteron |
| Pittsburgh Riverhounds SC       | Pittsburgh, Pensilvania       | Highmark Stadium                        | 5,000     | Bob Lilley       |
| Portland Timbers 2              | Portland, Oregón              | Providence Park                         | 21,144    | Cameron Knowles  |
| Real Monarchs                   | Herriman, Utah                | Zions Bank Stadium                      | 5,000     | Mark Briggs      |
| Reno 1868 FC                    | Reno, Nevada                  | Greater Nevada Field                    | 9,013     | Ian Russell      |
| Richmond Kickers                | Richmond, Virginia            | City Stadium                            | 22,000    | Leigh Cowlishaw  |
| Rio Grande Valley FC Toros      | Edinburg, Texas               | H-E-B Park                              | 9,400     | Gerson Echeverry |
| Sacramento Republic FC          | Sacramento, California        | Papa Murphy's Park                      | 11,569    | Simon Elliott    |
| Saint Louis FC                  | Fenton, Misuri                | Toyota Stadium                          | 5,500     | Anthony Pulis    |
| San Antonio FC                  | San Antonio, Texas            | Toyota Field                            | 8,296     | Darren Powell    |
| Seattle Sounders FC 2           | Tacoma, Washington            | Cheney Stadium                          | 6,500     | John Hutchinson  |
| Swope Park Rangers              | Kansas City, Kansas           | Children's Mercy Park                   | 18,467    | Paulo Nagamura   |
| Tampa Bay Rowdies               | St. Petersburg, Florida       | Al Lang Stadium                         | 7,227     | Stuart Campbell  |
| Toronto FC II                   | Toronto, Ontario              | Lamport Stadium                         | 9,600     | Laurent Guyot    |
| Tulsa Roughnecks FC             | Tulsa, Oklahoma               | ONEOK Field                             | 7,833     | David Vaudreuil  |

## Clasificación

### Conferencia este
| Pos. | Equipo                 | PJ | PG | PE | PP | GF | GC | DG  | Pts. |                              |
| ---- | ---------------------- | -- | -- | -- | -- | -- | -- | --- | ---- | ---------------------------- |
| 1    | FC Cincinnati          | 34 | 23 | 8  | 3  | 72 | 34 | +38 | 77   | Clasificados a los Play-offs |
| 2    | Louisville City FC     | 34 | 19 | 9  | 6  | 71 | 38 | +33 | 66   | Clasificados a los Play-offs |
| 3    | Pittsburgh Riverhounds | 34 | 15 | 14 | 5  | 47 | 26 | +21 | 59   | Clasificados a los Play-offs |
| 4    | Charleston Battery     | 34 | 14 | 14 | 6  | 47 | 34 | +13 | 56   | Clasificados a los Play-offs |
| 5    | New York Red Bulls II  | 34 | 13 | 13 | 8  | 71 | 59 | +12 | 52   | Clasificados a los Play-offs |
| 6    | Bethlehem Steel FC     | 34 | 14 | 8  | 12 | 56 | 41 | +15 | 50   | Clasificados a los Play-offs |
| 7    | Indy Eleven            | 34 | 13 | 10 | 11 | 45 | 42 | +3  | 49   | Clasificados a los Play-offs |
| 8    | Nashville SC           | 34 | 12 | 13 | 9  | 42 | 31 | +11 | 49   | Clasificados a los Play-offs |
| 9    | North Carolina FC      | 34 | 13 | 8  | 13 | 60 | 50 | +10 | 47   |                              |
| 10   | Ottawa Fury            | 34 | 13 | 6  | 15 | 31 | 43 | −12 | 45   |                              |
| 11   | Charlotte Independence | 34 | 10 | 12 | 12 | 44 | 57 | −13 | 42   |                              |
| 12   | Tampa Bay Rowdies      | 34 | 11 | 8  | 15 | 44 | 44 | 0   | 41   |                              |
| 13   | Penn FC                | 34 | 9  | 10 | 15 | 38 | 47 | −9  | 37   |                              |
| 14   | Atlanta United 2       | 34 | 7  | 10 | 17 | 37 | 72 | −35 | 31   |                              |
| 15   | Richmond Kickers       | 34 | 6  | 4  | 24 | 30 | 80 | −50 | 22   |                              |
| 16   | Toronto FC II          | 34 | 4  | 6  | 24 | 42 | 77 | −35 | 18   |                              |

### Conferencia oeste
| Pos. | Equipo                       | PJ | PG | PE | PP | GF | GC | DG  | Pts. |                              |
| ---- | ---------------------------- | -- | -- | -- | -- | -- | -- | --- | ---- | ---------------------------- |
| 1    | Orange County SC             | 34 | 20 | 6  | 8  | 70 | 40 | +30 | 66   | Clasificados a los Play-offs |
| 2    | Sacramento Republic FC       | 34 | 19 | 8  | 7  | 47 | 32 | +15 | 65   | Clasificados a los Play-offs |
| 3    | Phoenix Rising FC            | 34 | 19 | 6  | 9  | 63 | 38 | +25 | 63   | Clasificados a los Play-offs |
| 4    | Real Monarchs                | 34 | 19 | 3  | 12 | 55 | 47 | +8  | 60   | Clasificados a los Play-offs |
| 5    | Reno 1868 FC                 | 34 | 16 | 11 | 7  | 56 | 38 | +18 | 59   | Clasificados a los Play-offs |
| 6    | Portland Timbers 2           | 34 | 17 | 4  | 13 | 58 | 49 | +9  | 55   | Clasificados a los Play-offs |
| 7    | Swope Park Rangers           | 34 | 15 | 8  | 11 | 52 | 53 | −1  | 53   | Clasificados a los Play-offs |
| 8    | Saint Louis FC               | 34 | 14 | 11 | 9  | 44 | 38 | +6  | 53   | Clasificados a los Play-offs |
| 9    | San Antonio FC               | 34 | 14 | 8  | 12 | 45 | 48 | −3  | 50   |                              |
| 10   | OKC Energy FC                | 34 | 12 | 7  | 15 | 43 | 46 | −3  | 43   |                              |
| 11   | Colorado Springs Switchbacks | 34 | 11 | 6  | 17 | 36 | 39 | −3  | 39   |                              |
| 12   | Fresno FC                    | 34 | 9  | 12 | 13 | 44 | 38 | +6  | 39   |                              |
| 13   | Rio Grande Valley Toros      | 34 | 8  | 14 | 12 | 36 | 42 | −6  | 38   |                              |
| 14   | LA Galaxy II                 | 34 | 10 | 7  | 17 | 60 | 67 | −7  | 37   |                              |
| 15   | Las Vegas Lights FC          | 34 | 8  | 7  | 19 | 50 | 74 | −24 | 31   |                              |
| 16   | Seattle Sounders FC 2        | 34 | 6  | 7  | 21 | 40 | 71 | −31 | 25   |                              |
| 17   | Tulsa Roughnecks             | 34 | 3  | 12 | 19 | 36 | 77 | −41 | 21   |                              |

## Fase final

### Conferencia este
- Cuartos de final

| 20/10/2018 | FC Cincinnati          | 1-1 (6-5 pen.) | Nashville SC          |
| 20/10/2018 | Charleston Battery     | 0-1            | New York Red Bulls II |
| 20/10/2018 | Pittsburgh Riverhounds | 2-2 (7-8 pen.) | Bethlehem Steel FC    |
| 20/10/2018 | Louisville City FC     | 4-1            | Indy Eleven           |

- Semifinales

| 27/10/2018 | FC Cincinnati      | 0-1 | New York Red Bulls II |
| 27/10/2018 | Louisville City FC | 2-0 | Bethlehem Steel FC    |

- Final

| 2/11/2018 | Louisville City FC | 5-1 | Bethlehem Steel FC |

### Conferencia oeste
- Cuartos de final

| 19/10/2018 | Phoenix Rising FC      | 3-0 | Portland Timbers 2 |
| 20/10/2018 | Real Monarchs          | 0-1 | Reno 1868 FC       |
| 20/10/2018 | Orange County SC       | 4-0 | Saint Louis FC     |
| 20/10/2018 | Sacramento Republic FC | 1-2 | Swope Park Rangers |

- Semifinales

| 26/10/2018 | Phoenix Rising FC | 4-2 | Swope Park Rangers |
| 27/10/2018 | Orange County SC  | 1-0 | Reno 1868 FC       |

- Final

| 3/11/2018 | Orange County SC | 1-2 | Phoenix Rising FC |

## Final del campeonato
| 8 de noviembre de 2018 | Louisville City FC | 1:0 (0:0) | Phoenix Rising FC | Estadio Dr. Mark & Cindy Lynn, Louisville                   |                                                             |
| 20:00                  | Spencer 62'        | Reporte   |                   | Asistencia: 7.025 espectadores Árbitro(s): Joseph Dickerson | Asistencia: 7.025 espectadores Árbitro(s): Joseph Dickerson |

### Campeón
| USL Professional Division 2018 |
| ------------------------------ |
| Bandera de Kentucky            |
| Louisville City FC 2º Título   |

## Goleadores
| Posición | Jugador           | Equipo              | Goles |
| -------- | ----------------- | ------------------- | ----- |
| 1        | Cameron Lancaster | Louisville City FC  | 25    |
| 2        | Thomas Enevoldsen | Orange County SC    | 20    |
|          | Daniel Rios       | North Carolina FC   | 20    |
| 4        | Hadji Barry       | Swope Park Rangers  | 17    |
|          | Chris Cortez      | Phoenix Rising FC   | 17    |
|          | Cameron Iwasa     | Sacramento Republic | 17    |